# 패러데이 효과
패러데이 효과(Faraday effect) 또는 패러데이 회전각(Faraday rotation angle)은 빛의 편광 각이 광학적으로 활성인 자성 매질을 투과할 때에 그 회전각의 크기를 나타낸값으로 복소수 값으로 표현된다.

## 같이 보기
- 커 효과
- 자기광 커 효과
- 광학 활성